# 随机函数
由于所有的计算机算法均是确定性算法，因此在電腦上的随机函数生成的都是伪随机数，不过，伪随机数和伪随机数之间也有区别，且至少可以分为两个层次：统计学伪随机数、密码学安全伪随机数。大部分编程语言库中预备了的随机函数生成的都是前一种，而密码学安全伪随机数则由一类叫做CSPRNG的随机函数生成。对于实际问题中的大部分应用，这两个不同层次的伪随机数已经可以满足大部分随机数的需求。

## 实现

### VB和ASP
通常采用Rnd获取，但大多数时候配合Randomize使用。
Rnd函数得出的事实上是顺序读取一个随机数列表中的数，Randomize的功能是重新生成随机数列表，因此一般放置于Rnd函数前。也有说这个函数生成的是伪随机数。

### C语言
使用rand();可以产生一个0~32768之间的随机整数。若要产生带有范围的随机数，可以使用mod运算符，例如：rand()%15代表产生一个0~14之间的随机整数。

## 外部連結
- MSDN Rnd 函数(英文)
- The C Library Reference Guide rand 函数(英文)